# Persone di nome Hassan
| Questa pagina contiene informazioni ricavate automaticamente dalle voci biografiche con l'ausilio del template Bio e di un bot. L'aggiornamento è periodico e automatico e ricostruisce completamente la pagina. Se manca una persona in questa lista, sei pregato di non aggiungerla, ma accertati piuttosto che la sua voce biografica contenga il template Bio e che i dati anagrafici siano correttamente compilati. Se il template Bio manca, inseriscilo tu stesso o, in alternativa, metti l'avviso {{tmp\|Bio}} che ne segnala la mancanza. Se i dati riportati sono sbagliati, correggi direttamente la voce biografica; le modifiche saranno visibili in questa lista entro pochi giorni. Per chiarimenti vedi il progetto antroponimi. La lista contiene solo le 91 persone che sono citate nell'enciclopedia e per le quali è stato implementato correttamente il template Bio. Pagina aggiornata al 16 ott 2024. |

Questa è una lista di persone presenti nell'enciclopedia che hanno il prenome Hassan, suddivise per attività principale.

## Allenatori di calcio(6)
- Hassan Abdel-Fattah, allenatore di calcio e ex calciatore giordano (Riyad, n. 1982)
- Hassan El Fakiri, allenatore di calcio e ex calciatore marocchino (Temsamane, n. 1977)
- Hassan El-Shazly, allenatore di calcio e calciatore egiziano (Giza, n. 1943 - † 2015)
- Hassan Shehata, allenatore di calcio e ex calciatore egiziano (Kafr el-Dawar, n. 1949)
- Hassan Yebda, allenatore di calcio e ex calciatore algerino (Saint-Maurice, n. 1984)
- Hassan Zainal Abidin, allenatore di calcio, ex calciatore e ex giocatore di calcio a 5 malese (n. 1961)

## Alpinisti(1)
- Hassan Sadpara, alpinista pakistano (Sadpara Village, n. 1963 - Rawalpindi, † 2016)

## Antropologi(1)
- Hassan Rachik, antropologo marocchino (Taroudant, n. 1954)

## Architetti(1)
- Hassan Fathy, architetto e urbanista egiziano (Alessandria d'Egitto, n. 1900 - Il Cairo, † 1989)

## Artisti(2)
- Hassan Darsi, artista marocchino (Casablanca, n. 1961)
- Hassan Echair, artista marocchino (n. 1964)

## Attori(2)
- Hassan El Raddad, attore egiziano (Damietta, n. 1984)
- Hassan Johnson, attore statunitense (Staten Island, n. 1977)

## Calciatori(42)
- Hassan Abu Zaid, calciatore israeliano (Lod, n. 1991)
- Hassan Ahamada, ex calciatore francese (Brest, n. 1981)
- Hassan Akesbi, ex calciatore marocchino (Tangeri, n. 1934)
- Hassan Al Mosawi, calciatore bahreinita (n. 1984)
- Hassan Mudhafar Al-Gheilani, calciatore omanita (Sur, n. 1980)
- Hassan Al-Haidos, calciatore qatariota (Doha, n. 1990)
- Hassan Al-Otaibi, calciatore saudita (Arabia Saudita, n. 1976)
- Hassan Al-Tambakti, calciatore saudita (n. 1999)
- Hassan Alla, ex calciatore marocchino (Oujda, n. 1980)
- Hassan Allouba, calciatore egiziano (Asyūṭ - † 1959)
- Hassan Amin, calciatore tedesco (Darmstadt, n. 1991)
- Hassan Arsalani, ex calciatore e ex giocatore di calcio a 5 iraniano (n. 1969)
- Hassan Chaito, calciatore libanese (Beirut, n. 1989)
- Hassan Chaitou, calciatore libanese (Tiri, n. 1991)
- Hassan El-Far, calciatore egiziano (Il Cairo, n. 1912 - Alessandria d'Egitto, † 1973)
- Hassan Muath Fallatah, ex calciatore saudita (n. 1986)
- Hassan Habibi, ex calciatore e allenatore di calcio iraniano (Kerman, n. 1939)
- Hassan Hakizimana, ex calciatore burundese (n. 1990)
- Hassan Hanini, ex calciatore marocchino (Bouznika, n. 1958)
- Hassan Ibrahim, calciatore emiratino (n. 1990)
- Hassan Kachloul, ex calciatore marocchino (Agadir, n. 1973)
- Hassan Kadesh, calciatore saudita (Dammam, n. 1992)
- Hassan Kajoke, calciatore malawiano (Mangochi, n. 1997)
- Hassan Isaac Karongo, calciatore sudanese (n. 1985)
- Hassan Maatouk, calciatore libanese (Sir el Gharbiyeh, n. 1987)
- Hassan Mohamed, ex calciatore emiratino (n. 1962)
- Hassan Ali Mohamed, ex calciatore somalo (n. 1994)
- Hassan Mostafa, ex calciatore egiziano (Giza, n. 1979)
- Hassan Mubarak, ex calciatore emiratino (n. 1968)
- Hassan Nader, ex calciatore marocchino (Casablanca, n. 1965)
- Hassan Nayebagha, ex calciatore iraniano (Teheran, n. 1950)
- Hassan Nazari, ex calciatore iraniano (Abadan, n. 1956)
- Hassan Rabia, ex calciatore omanita (n. 1984)
- Hassan Raghab, calciatore egiziano (n. 1909 - † 1973)
- Hassan Kessy, calciatore tanzaniano (Morogoro, n. 1994)
- Hassan Roudbarian, ex calciatore iraniano (Qazvin, n. 1978)
- Hassan Rowshan, ex calciatore iraniano (Teheran, n. 1955)
- Soony Saad, calciatore libanese (Dearborn, n. 1992)
- Hassan Sesay, calciatore sierraleonese (Freetown, n. 1987)
- Hassan Sunny, calciatore singaporiano (n. 1984)
- Hassan Turki, ex calciatore iracheno (n. 1981)
- Hassan Wasswa, calciatore ugandese (Nsambya, n. 1988)

## Cantanti(2)
- Hassan Arsmouk, cantante berbero (Anzi, n. 1963)
- Peso Pluma, cantante e musicista messicano (Zapopan, n. 1999)

## Cestisti(4)
- Hassan Adams, ex cestista statunitense (Inglewood, n. 1984)
- Hassan Martin, cestista statunitense (Staten Island, n. 1995)
- Hassan Moawad, cestista egiziano (Il Cairo - † 2007)
- Hassan Whiteside, ex cestista statunitense (Gastonia, n. 1989)

## Funzionari(1)
- Hassan Pakravan, funzionario e generale iraniano (Teheran, n. 1911 - Teheran, † 1979)

## Giocatori di football americano(2)
- Hassan Haskins, giocatore di football americano statunitense (St. Louis, n. 1999)
- Hassan Ridgeway, giocatore di football americano statunitense (Richmond, n. 1994)

## Lottatori(3)
- Hassan Bchara, lottatore libanese (Beirut, n. 1945 - † 2017)
- Hassan Rahimi, lottatore iraniano (Teheran, n. 1989)
- Hassan Yazdani, lottatore iraniano (Juybar, n. 1994)

## Mezzofondisti(1)
- Ayanleh Souleiman, mezzofondista gibutiano (Gibuti, n. 1992)

## Pallamanisti(1)
- Hassan Moustafa, ex pallamanista e dirigente sportivo egiziano (Il Cairo, n. 1944)

## Poeti(2)
- Hassan Idbelkassem, poeta e attivista berbero (Tiskatine, n. 1950)
- Hassan Najmi, poeta, scrittore e giornalista marocchino (Ben Ahmed, n. 1960)

## Politici(8)
- Hassan Abshir Farah, politico somalo (Garoe, n. 1945 - Ankara, † 2020)
- Hassan Gouled Aptidon, politico gibutiano (Lughaya, n. 1916 - Gibuti, † 2006)
- Hassan Diab, politico libanese (Beirut, n. 1959)
- Hassan Ali Khayre, politico somalo (Jacar Galgaduud, n. 1968)
- Hassan Sheikh Mohamud, politico somalo (Gialalassi, n. 1955)
- Hassan Rouhani, politico iraniano (Sorkheh, n. 1948)
- Hassan al-Hakim, politico siriano (Damasco, n. 1886 - Damasco, † 1982)
- Vosough od-Dowleh, politico iraniano (n. 1868 - Teheran, † 1951)

## Principi(2)
- Hassan del Marocco, principe marocchino (Rabat, n. 2003)
- Hassan bin Talal, principe giordano (Amman, n. 1947)

## Pugili(1)
- Hassan Shahini, pugile iraniano (n. 1988)

## Registi(2)
- Hassan Benjelloun, regista marocchino (Settat, n. 1950)
- Hassan Nazer, regista, montatore e produttore cinematografico iraniano

## Religiosi(1)
- Hassan Nasrallah, religioso e politico libanese (Bourj Hammoud, n. 1960 - Beirut, † 2024)

## Schermidori(1)
- Hassan Hosni Tawfik, schermidore egiziano (n. 1911 - Il Cairo, † 2005)

## Velocisti(2)
- Hassan Saaid, velocista maldiviano (Gaafaru, n. 1992)
- Hassan Taftian, velocista iraniano (Torbat-e Heydariyyeh, n. 1993)

## Vescovi anglicani(1)
- Hassan Dehqani-Tafti, vescovo anglicano iraniano (Taft, n. 1920 - Winchester, † 2008)

## Wrestler(2)
- Sonny Kiss, wrestler e ballerino statunitense (Jersey City, n. 1993)
- MVP, wrestler statunitense (Liberty City, n. 1973)